# Бетел (Конектикат)
Бетел (енгл. Bethel) насељено је место без административног статуса у америчкој савезној држави Конектикат.

## Демографија
По попису из 2010. године број становника је 9.549, што је 412 (4,5%) становника више него 2000. године.
| Група             | 2000.         | 2010.         |
| Белци             | 7.951 (87,0%) | 7.490 (78,4%) |
| Афроамериканци    | 147 (1,6%)    | 246 (2,6%)    |
| Азијати           | 402 (4,4%)    | 554 (5,8%)    |
| Хиспаноамериканци | 423 (4,6%)    | 989 (10,4%)   |
| Укупно            | 9.137         | 9.549         |